# سیارک ۱۵۵۶۹
سیارک ۱۵۵۶۹ (به انگلیسی: 15569 Feinberg، نامگذاری:2000GC60) پانزده هزار و پانصد و شصت و نهمین سیارک کشف شده‌است که در ۵ آوریل ۲۰۰۰ کشف شد.
قدر مطلق سیارک برابر ۱۳.۵ است.